# Cyperus debilissimus
Cyperus debilissimus là một loài thực vật có hoa trong họ Cói. Loài này được Baker mô tả khoa học đầu tiên năm 1887.